# Bořanovice
Bořanovice (en allemand : Borschanowitz) est une commune du district de Prague-Est, dans la région de Bohême-Centrale, en République tchèque. Sa population s'élevait à 887 habitants en 2020.

## Géographie
Bořanovice se trouve à 5 km à l'est de Klecany et à 12 km au nord-nord-est du centre de Prague.
La commune est limitée par Líbeznice au nord, par Hovorčovice à l'est, par Prague au sud, et par Zdiby et Sedlec à l'ouest.

## Histoire
La première mention écrite de la localité date de 1227.

## Administration
La commune se compose de deux quartiers :
- Bořanovice
- Pakoměřice